# Centro de Estudios Paraguayos Antonio Guasch
El Centro de Estudios Paraguayos Antonio Guasch (CEPAG) es una organización no gubernamental sita en Paraguay perteneciente a la Compañía de Jesús. Fue creada en 1967 y se dedica a la investigación, la educación y la acción social.
En reconocimiento a  la labor de investigación y difusión del idioma guaraní realizada por el Jesuita Antonio Guasch recibe su nombre el Centro de Estudios Paraguayos Antonio Guasch.